# Szederkényi Ervin
Szederkényi Ervin (Budapest, 1934. április 20. – Pécs, 1987. február 21.) József Attila-díjas (1987) magyar író, szerkesztő, pedagógus.

## Életpályája
Középiskolai tanulmányait Dombóváron végezte el. A Szegedi Egyetem magyar-francia szakán tanult. Tanított általános- és középiskolában is; később KISZ-aktivista volt, majd a Janus Pannonius Tudományegyetem adjunktusa volt. 1964-1987 között a pécsi Jelenkor főszerkesztője volt.

## Művei
- Nemes István–Szederkényi Ervin: A magyar irodalom története 1919-től napjainkig; Tankönyvkiadó, Bp., 1965
- Szöveggyűjtemény a magyar irodalomból 1919-től napjainkig; szerk. Nemes István, Szederkényi Ervin; Tankönyvkiadó, Bp., 1965
- Tóth István–Szederkényi Ervin: Világirodalom a XX. században 2.; Tankönyvkiadó, Bp., 1966
- Szöveggyűjtemény. Világirodalom a XX. században 2.; összeáll. Tóth István, Szederkényi Ervin; Tankönyvkiadó, Bp., 1966
- Vita az ifjúsági irodalomról. Jelenkor, 1965-1966. Cikkek és tanulmányok; vál., szerk., bev. Szederkényi Ervin; Móra, Bp., 1968
- A Pécsi Nemzeti Színház jubileumára. 1895-1971; szerk. Szederkényi Ervin; Pécsi Nemzeti Színház, Pécs, 1971
- Pécs. Költők a városról; vál., szerk. Szederkényi Ervin, ill. Martyn Ferenc; Városi Tanács, Pécs, 1975
- Weöres Sándor 70. születésnapjára; összeáll., szerk. Szederkényi Ervin; Pécsi Szikra, Pécs, 1983
- Séta, évgyűrűkkel. Mészöly Miklós és Szederkényi Ervin levelezése, 1970-1987; összeáll., jegyz., utószó Nagy Boglárka; Jelenkor, Pécs, 2004

## Díjai
- A Művészeti Alap Irodalmi Díja (1982)
- József Attila-díj (1987) (posztumusz)